# Man on a Tightrope
Man on a Tightrope is een Amerikaanse dramafilm uit 1953 onder regie van Elia Kazan. 
Het scenario is gebaseerd op de gelijknamige roman uit 1952 van de Britse auteur Neil Paterson. De film werd destijds uitgebracht onder de titel Een circus vluchtte.

## Verhaal
Een troep Tsjecho-Slowaakse circusartiesten onder leiding van Karel Cernik is van plan om van achter het IJzeren Gordijn te ontsnappen. Een van de artiesten blijkt echter een spion voor het communistische regime te zijn.

## Rolverdeling
| Acteur           | Personage                        |
| ---------------- | -------------------------------- |
| Fredric March    | Karel Cernik                     |
| Terry Moore      | Tereza Cernik                    |
| Gloria Grahame   | Zama Cernik                      |
| Cameron Mitchell | Joe Vosdek                       |
| Adolphe Menjou   | Fesker                           |
| Robert Beatty    | Barovic                          |
| Alex D'Arcy      | Rudolph                          |
| Richard Boone    | Krofta                           |
| Pat Henning      | Konradin                         |
| Paul Hartman     | Jaremir                          |
| John Dehner      | SNB-chef                         |
| Gert Fröbe       | politieagent (niet-gecrediteerd) |